# Erich Zander
Erich Zander (Kassel, 11 aprile 1905 – Eutin, 15 aprile 1991) è stato un hockeista su prato tedesco.

## Palmarès

### Olimpiadi
- 2 medaglie:
  - 1 argento (Berlino 1936)
  - 1 bronzo (Amsterdam 1928)